# جنس بديل
الجنس البديل (بالإنجليزية: Sexual surrogate)‏ هو نوع من أنواع العلاج الجنسي، الغرض منه هو معالجة مشاكل المريض الجنسية عن طريق التعليم والتوجيه والتطبيق. وعليه فإن جلسات العلاج تنطوي على تثقيف المريض جنسيا، بالهمس واللمس، وصولا إلى التطبيق العملي، أي الاتصال الجنسي الكامل بين المريض والمعالج.
لذلك فإن غالبية المعالجين من النساء، ومعظم المرضى هم من الرجال. بعبارة أدق، الجنس البديل هو أن تقوم امرأة (معالجة) بتعليم الجنس لرجل ما بالنيابة عن زوجته. أو يقوم رجل (معالج) بتعليم المرأة أصول وفنون الجنس نيابة عن زوجها. وهذا مرفوض في المجتمعات المحافظة.

## ممتهن الجنس البديل
يُمكن للرجال كما يُمكن للنساء أيضا العمل في مهنة الجنس البديل، كيف ما كانت توجهاتهم الجنسية؛ سواء كانوا محترفي دعارة أو شخصيات من المجتمع المدني. وتقوم هذه المهنة على تعليم مبادئ الجنس للشخص الذي يجهلها، حيث تصل الأمور لحد التطبيق وذلك من خلال ممارسة الجماع بين المدرب والمتدرب، ومن أجل توفير أجواء هادئة ومناسبة للمتدرب يُمكن استعمال موسيقى باروك على سبيل المثال، كما يمكن استعمال الشموع أو القضبان الذهبية التي تتوسطها فتيلة، هذا بالإضافة إلى زيوت مرطبة وناعمة.
في سويسرا، تبلغ قيمة هذه الخدمة ما بين 100 يورو و150 يورو، وذلك حسب طبيعة ونوعية الخدمة المقدمة وجودة المكان وما إلى ذلك، كما أنه من الضروري على ممتهني الجنس البديل أن يكونوا حاصلين على شهادة تٌثبت أهليتهم أو على الأقل اجتيازهم لأحد المباريات بنجاح.

## دول الجنس البديل
في معظم الدول، لا يُعتبر الجنس البديل مهنة مقننة، كما أنه ليست هناك إحصاءات عالمية بخصوص هذا النشاط الذي كان محدودا فيما قبل، لكنه بدأ ينتشر شيئا فشيئا خصوصا بعد ظهور العديد من الشركات العاملة في مجال التدليك.

### ألمانيا
تُعد ألمانيا من بين الدول الرائدة في هذا المجال، حيث أن هناك العديد من المحلات التي حصلت على الرخصة من أجل تعليم وممارسة الجنس البديل، هذا ويطلق الألمانيين على العامل(ة) المشتغل في هذا القطاع اسم Sexualbegleiter.

### النمسا
بدأت النمسا تخطو خطواتها على غرار سابقتها ألمانيا، حيث ظهرت مدرسة لتعليم أساسيات ومهارات الجنس البديل في مدينة كالسدورف، هذا ويسمى الشخص العامل في هذا القطاع Sexualassistenz.

### بلجيكا
انتشر في الآونة الأخيرة نشاط الجنس البديل في بلجيكا، حيث أصبح العديد من البلجيكيين يترددون على دور تعلم الجنس، وبالرغم من ذلك لا زال هذا النشاط محدودا نوعا ما.

### فرنسا
في المجتمع الفرنسي، يٌنظر للمرأة التي تمتهن مهنة الجنس البديل كعاهرة أو على الأقل كمحترفة دعارة، هذا وقد ظهرت العديد من جمعيات المجتمع المدني التي كان هدفها الأول والأخير التعريف بهذه المهنة، ومحاولة تغيير الأفكار السائدة والمغلوطة عنها على حد تعبيرهم، ولعل أبرزها جمعية APF وهي اختصار لجملة Association des paralysés de France ثم جمعية CNCPH وهي اختصار أيضا ل Conseil national consultatif des personnes handicapées التي اشتغلت هي الأخرى في هذا المجال.

### إيطاليا
نشاط مهنة الجنس البديل غير معروف في إيطاليا، على الرغم من وجود مشروع قانون يهتم بدراسة وفحص هذه المهنة وتقنينها. عموما ليست هناك إحصاءات رسمية، لكن تُعتبر جمعية Love Giver التي تأسست على يد ماكس يوليفري الداعم والممول الرسمي لهذا النشاط، هذا وتجدر الإشارة إلى أن السيناتور سيرجيو لو جويديس' هو صاحب اقتراح مشروع قانون حماية المهنة للحكومة الإيطالية.

### سويسرا
تم افتتاح مدرسة لتعليم منهج الجنس البديل منذ 2003، على يد آهيا زيمب والي تهدف أساسا إلى 
كما ظهرت مدرسة مؤقتة أخرى سنة 2008، من أجل التشجيع على الذهاب لتعلم الجنس البديل عند الحاجة، وقد نُظمت هذه المعلومة من طرف جمعية ASEHP (Association SExualités et Handicaps Pluriels).
إن نشاط الجنس البديل عرف ازدهارا في سويسرا، حيث ظهرت العديد من المدارس، المؤسسات والجمعيات للتحسيس بأهميته، لكن المجتمع ينظر إلى العاملين في هذا القطاع بنفس النظرة للذين يمتهنون الدعارة أو ممارسة الجنس من أجل المال وهذا ما يرفضه عاملي الجنس البديل جملة وتفصيلا.

## أفلام
بدأت الأوساط الفنية تهتم شيئا فشيئا بهذا النوع من المواضيع، حيث تطرقت بعض الأفلام لهذه الظاهرة والعديد من الظواهر الأخرى التي تتعلق بشكل مباشر بالجنس على غرار العادة السرية، سرعة القذف وهزة الجماع وما إلى ذلك:
- الجلسات (بالإنجليزية: The sessions)‏ (2012): فيلم أمريكي من إخراج بين لوين، وهو مقتبس من القصة الحقيقية لمارك أوبريان، حيث يحكي عن قصة مارك ضحية مرض يُصيب سيقان الأطفال فينتج عنه قصر أحدهما أو كلاهما، مما جعله يعيش معظم أوقاته منعزلا بعيدا عن باقي البشر، لكنه يقع في الحب صدفة عندما يلتقي بمساعدة جنسية (ممتهنة الجنس البديل).
- المساعدة (بالفرنسية: L’assistant)‏ (2012): هو فيلم فرنسي من إخراج دافيد جيرو وآني كلير جولين، ويُعد من الأفلام القليلة التي عالجت هذا الموضوع في فرنسا، حيث يحكي عن قصة إيزابيل طبيبة في معهد الجنس البديل والتي تستمتع بمهنتها على الرغم من غرابتها، متجاهلة بذلك رؤية المجتمع لها.[10]